# 中根千枝
中根 千枝（なかね ちえ、1926年（大正15年）11月30日 - 2021年（令和3年）10月12日）は、日本の社会人類学者。専門はインド・チベット・日本の社会組織。日本の社会構造を分析した『タテ社会の人間関係』(1967年)は長く読まれている。東京大学名誉教授。イギリス人類学民族学連合名誉会員、国際人類学民族学連合名誉会員など。著書に『未開の顔・文明の顔』(1959年)、『適応の条件』(1972年)、『中国とインド』(1999年)など。
女性初の東大教授。女性初の日本学士院会員。また学術系としては女性初の文化勲章受章者となった。

## 来歴
東京府豊多摩郡戸塚村（現・新宿区）生まれ。父親は弁護士であった。愛知県岡崎市に移り、岡崎市立投尋常小学校（現・岡崎市立根石小学校）に入学。6年生の秋まで在学したのち中国に渡り、6年ほど、北京で暮らす。東京府立第八高等女学校（現・東京都立八潮高等学校）、津田塾専門学校外国語科卒業。東京大学文学部東洋史学科卒、同大学院修了。
東北から鹿児島までの農村の調査を経た後、人類学の研究を世界各地で行う。1953年（昭和28年）にインドに3年、1959年（昭和34年）から1962年（昭和37年）にかけてはイギリス、イタリア、その他シカゴ大学、ロンドン大学で研究を積む。インドの奥地アッサムを探検、調査したものをまとめた『未開の顔・文明の顔』を1959年に刊行し、毎日出版文化賞を受賞。

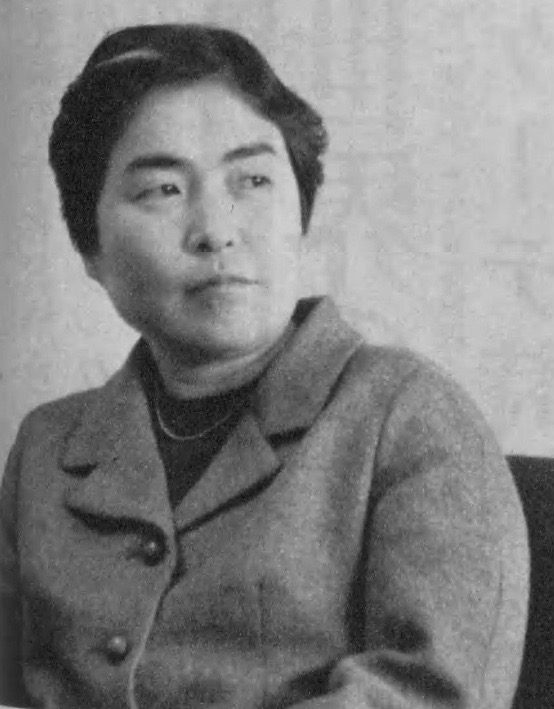
『新刊展望』1967年3月1日号より

その後日本に戻ると、月刊誌『中央公論』から「どんなテーマでもいいから論文を書いて」といった注文を受け、「日本の集団構造はどこでも同じ」というテーマを思いつく。ホテルにこもり、2週間ほどで「日本的社会構造の発見」（『中央公論』昭和39年5月号）を書き上げたところ、猪木正道がその論文を評価した事も手伝い複数の出版社から書籍化の話を持ちかけられ、論文を加筆・修正した『タテ社会の人間関係』を1967年2月に刊行した。2015年（平成27年）現在までに124刷116万部超のロングセラーを記録し、イギリスで出版された英語版は、13カ国で翻訳出版された。
女性で初の東京大学助教授、教授、東京大学東洋文化研究所所長（国立大学初の女性研究所長）、女性初の日本学士院会員などを歴任し、1990年（平成2年）に紫綬褒章、1993年（平成5年）に文化功労者、2001年（平成13年）に文化勲章を受章する。
2021年10月12日､都内で老衰のため死去。94歳没。生涯独身を貫いたため喪主は妹が務めた｡

## 略歴
- 東京府豊多摩郡戸塚村（現・新宿区）生まれ。
- 1939年 北京日本小学校卒
- 1944年 東京都立第八高等女学校（現・東京都立八潮高等学校）卒業
- 1947年 津田塾専門学校外国語科卒業
- 1947年 東京大学文学部東洋史学科入学
- 1950年 同卒業、大学院入学
- 1952年 同修了、東京大学東洋文化研究所助手
- 1953年から57年までインド、英国、イタリアに留学
- 1958年 東大東洋文化研究所講師
- 1959年から60年までシカゴ大学客員助教授
- 1960年から61年までロンドン大学客員講師
- 1962年 東大東洋文化研究所助教授
- 1970年 東京大学東洋文化研究所教授、東大社会学系研究科文化人類学課程主任
- 1975年 大阪大学人間科学部教授併任（-79）、国立民族学博物館教授併任（-80）、英国王立人類学会名誉会員、コーネル大学特別客員教授（-81）
- 1980年 東大東洋文化研究所所長（-82）、東大評議員。
- 1987年 東大を定年退官、民族学振興会理事長（99年解散）、国際交流基金賞受賞
- 1988年 帝京大学教授、国際人類学・民族学連合ゴールドメダル賞受賞
- 1990年 紫綬褒章受章
- 1991年 福岡アジア文化賞学術研究賞受賞
- 1993年 文化功労者
- 1998年 勲二等宝冠章受章
- 2001年 文化勲章受章
- 2002年 東京女学館大学初代学長（2004年まで）
- 2014年 津田梅子賞受賞

## 著書
下記以外に、外国語に翻訳されたものや外国語資料もある。

### 単著
- 『未開の顔・文明の顔』（中央公論社、1959年／普及版・中央公論文庫、1962年／角川文庫、1972年／中公文庫、1990年7月、ISBN 4122017297）
- 『タテ社会の人間関係 単一社会の理論』講談社〈講談社現代新書〉、1967年2月16日。ISBN 978-4-06-115505-3。
  - 『タテ社会の人間関係：Japanese Society』（チャールズ・イー・タトル出版、2009年2月）、ISBN 480531026X
- 『家族の構造：社会人類学的分析』（東京大学出版会、1970年）
- 『人間と経営：トップビジネスマンとの対話』（文藝春秋、1971年）
- 『適応の条件：日本的連続の思考』（講談社現代新書、1972年）
- 『家族を中心とした人間関係』（講談社学術文庫、1977年）
- 『タテ社会の力学』（講談社現代新書、1978年／講談社学術文庫、2009年7）月、ISBN 4062919567
- 『日本人の可能性と限界』（講談社、1978年）
- 『社会構造の比較：アジアを中心として』（旺文社、1981年）
- 『社会人類学：アジア諸社会の考察』（東京大学出版会、1987年／講談社学術文庫、2002年4月）、ISBN 4061595407
- 『中国とインド：社会人類学の観点から』（国際高等研究所、1999年）
- 『タテ社会と現代日本』（講談社現代新書、2019年11月）同編集部 構成、ISBN 4062884305

### 共著
- （福武直・大内力） 『インド村落の社会経済構造』 アジア経済研究所 1964
- 『日本人と隣人』 日本YMCA同盟出版部 1981
- （大石慎三郎） 『江戸時代と近代化』 筑摩書房 1986
- 『道をひらく女性達 丸田芳郎対談集』（著者:丸田芳郎 中根千枝 前橋汀子 今井通子 太田朋子 高峰秀子、編集:花王）（1987年12月1日、創知社）ISBN 9784915510489

### 編著
- 『韓国農村の家族と祭儀』 東京大学出版会 1973

### 共編
- （桑原武夫・加藤秀俊）『歴史と文明の探求』 文明問題懇談会全記録 上下 中央公論社 1976

### 翻訳
- 『砂漠 フオルコ・クイリチ』（Folco Quilici） フレーベル館 1971

### 雑誌発表論文
- 中央公論 64年5月号　「日本的社会構造の発見」 - 「タテ社会の人間関係」のもとになった論文[注 3]